# 1094 Siberia
Siberia (asteróide 1094) é um asteróide da cintura principal com um diâmetro de 18,05 quilómetros, a 2,2016554 UA. Possui uma excentricidade de 0,1348613 e um período orbital de 1 482,83 dias (4,06 anos).
Siberia tem uma velocidade orbital média de 18,67071476 km/s e uma inclinação de 14,01757º.
Esse asteróide foi descoberto em 12 de Fevereiro de 1926 por Sergei Belyavsky.